# Bolboia
Bolboia is een uitgestorven geslacht van insecten uit de familie van de glansmuggen. De wetenschappelijke naam van het geslacht werd voor het eerst geldig gepubliceerd in 1989 door Kalugina.

## Soorten
- † Bolboia mira Kalugina 1989